# Jacques Demaret
Pour les articles homonymes, voir Demaret.
Jacques Demaret (1943 - 3 juin 1999 ) était un astrophysicien, écrivain et professeur de relativité généralisée et de cosmologie à l'Institut d'Astrophysique de l'université de Liège.
Dans son ouvrage Le principe anthropique paru en 1994 chez Colin, il explique d'abord les diverses interprétations du principe anthropique, puis en fait une analyse philosophique qui pose la question de la finalité dans la démarche scientifique.

## Œuvres
- Univers, les théories de la cosmologie contemporaine ; Aix-en-Provence : Le Mail, 1991. (OCLC 25752913)  (ISBN 9782903951238)
- Le principe anthropique : l'homme est-il le centre de l'Univers? ; Paris : A. Colin, 1994. (OCLC 35743236)  (ISBN 9782200211271)